# Trhavice
Trhavice (dříve Vytrhlice, německy Reisendorf) je malá vesnice, část obce Norberčany v okrese Olomouc. Nachází se asi 2 km na jih od Norberčan. Prochází zde silnice II/440. V roce 2009 zde bylo evidováno 27 adres. K roku 2001 nezjištěn počet obyvatel.
Trhavice je také název katastrálního území o rozloze 2,62 km².

## Název
Německy se vesnice v nejstarším dokladu nazývala Reis(s)endorf a česky Trhovice (obojí 1581). Nelze rozhodnout, které jméno je původní. Pokud německé, pochází ze středověkého rise - "lesní průsek ke smyku dřeva" a význam místního jména byl "ves, kde se dopravuje dřevo". Je též možné, že německé jméno vzniklo překladem staršího českého Trhov, Trhovice nebo Trhoňovice odvozeného od osobního jména Trh (v jehož základu je sloveso trhati). Místní jméno by v takovém případě mělo význam "Trhova ves" nebo "Trhovi lidé". V češtině je z konce 18. a 1. poloviny 19. století doložen i tvar Vytrhlice a z poloviny 19. století Trhanovice. Dnešní Trhavice se užívá od konce 19. století.

## Historie
První písemná zmínka o obci pochází z roku 1581.

## Pamětihodnosti

### Kaple Narození P. Marie
Kaple byla postavena v letech 1751–1752 místním sedlákem Johannem Poltzerem, poté co se místní občané olomouckému biskupovi zavázali, že povinnost kapli udržovat bude přecházet i na jejich potomky. Vysvěcena byla 2. srpna 1752. Téhož roku byla kaple vymalována uničovským malířem Ignácem Oderlickým. Okolo kaple postupně vznikl malý hřbitov, o sto let později byl pozemek oplocen a postavena malá márnice. Součástí areálu byl i vzácný mariánský kříž a socha Jana Nepomuckého. Místní obyvatelé pečovali o kapli až do roku 1947, kdy byli stejně jako ostatní občané německé národnosti odsunuti z Československa.
V 50. letech 20. století se zde ještě sloužily mše, nicméně kaple bez údržby chátrala. V roce 1958 byla zapsána na seznam kulturních památek. V roce 1979 se propadla střecha a kapli hrozila rychlá zkáza. Namísto opravy střechy však komunistické úřady nechaly za podstatně větších nákladů přenést Oderlického cenné fresky z kaple do kostela Panny Marie Sněžné v Olomouci a do předsálí obřadní síně olomoucké radnice. Kaple byla ponechána napospas svému osudu, až z ní zůstaly jen obvodové zdi, zarůstající náletovými dřevinami.
V létě roku 2002 studenti Arcibiskupského gymnázia z Prahy vyčistili zdi od porostu a vnitřek kaple i okolí od sutin, s odvozem pomohl obecní úřad v Norberčanech. V roce 2006 byla díky finančnímu daru Ing. Vladimíra Novotného z Bruntálu zahájena oprava kaple; byl opraven štít, střecha, pořízena nová fasáda. Před kaplí je umístěna tabule s několika zprávami o její pohnuté historii, například vytištěný článek Petra Andrleho z roku 2012.

## Galerie

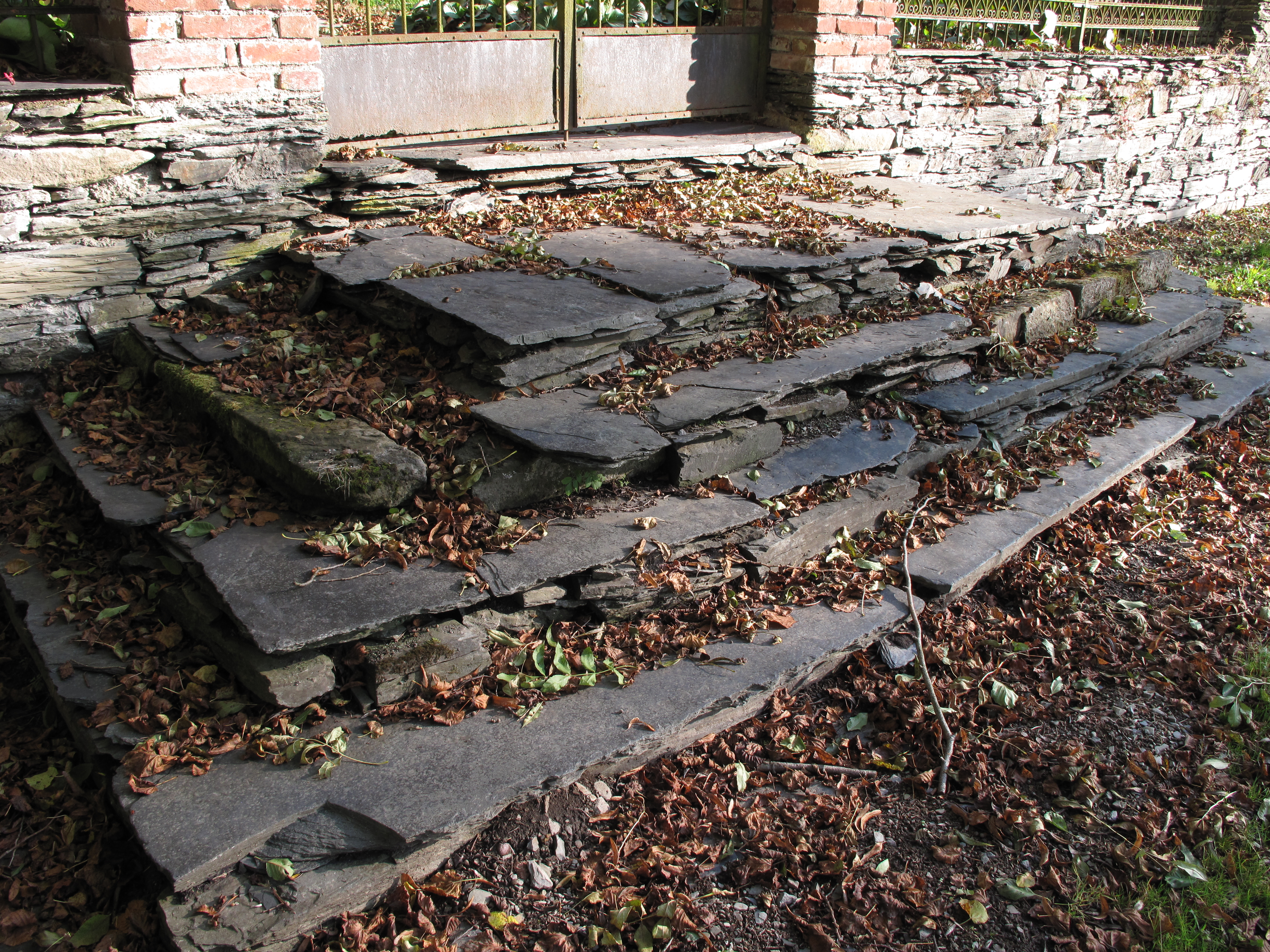
Schody ke kapli Panny Marie
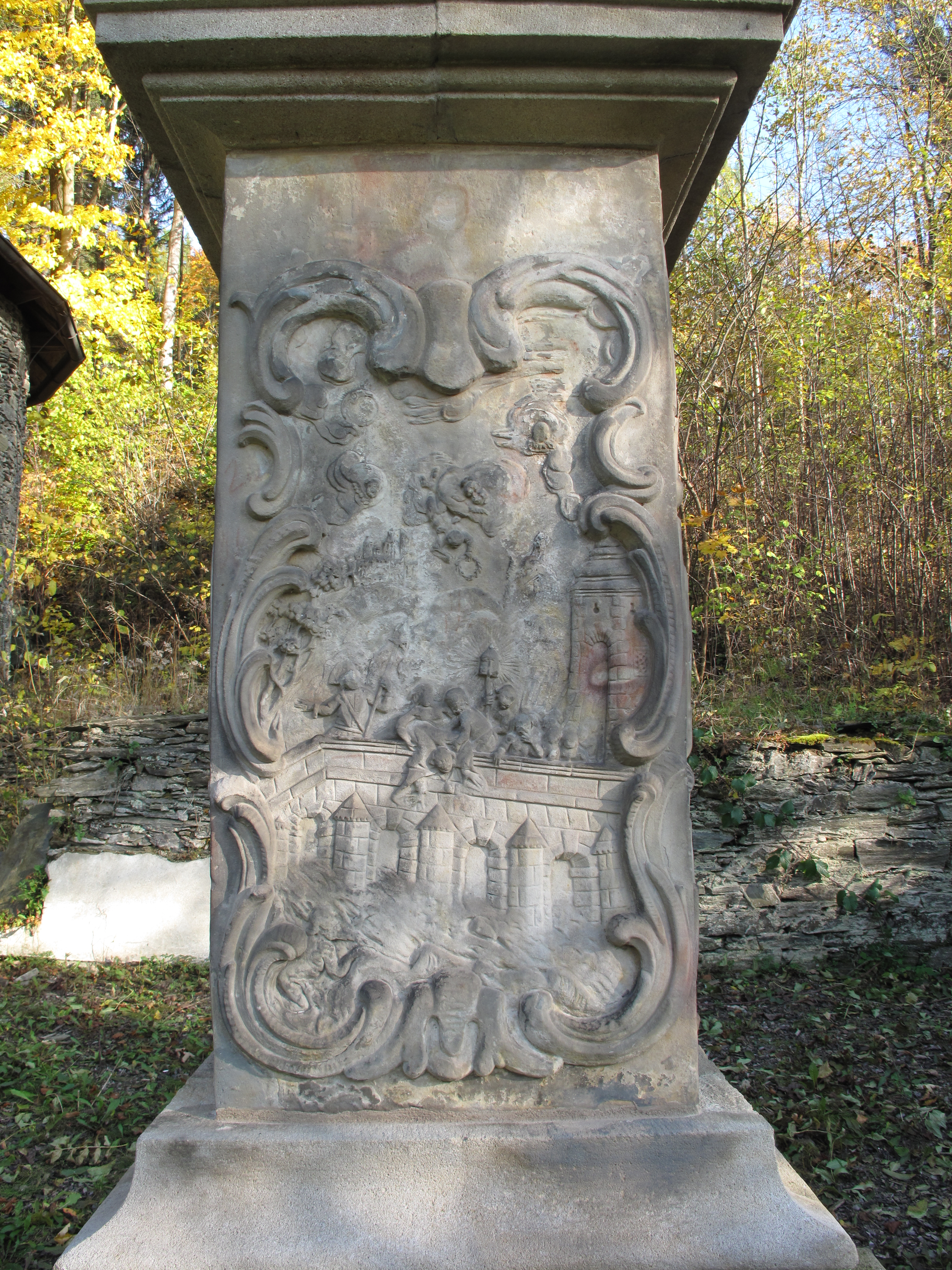
Reliéf svržení sv. Jana Nepomuckého z Karlova mostu do Vltavy na dříku soch sv. Jana
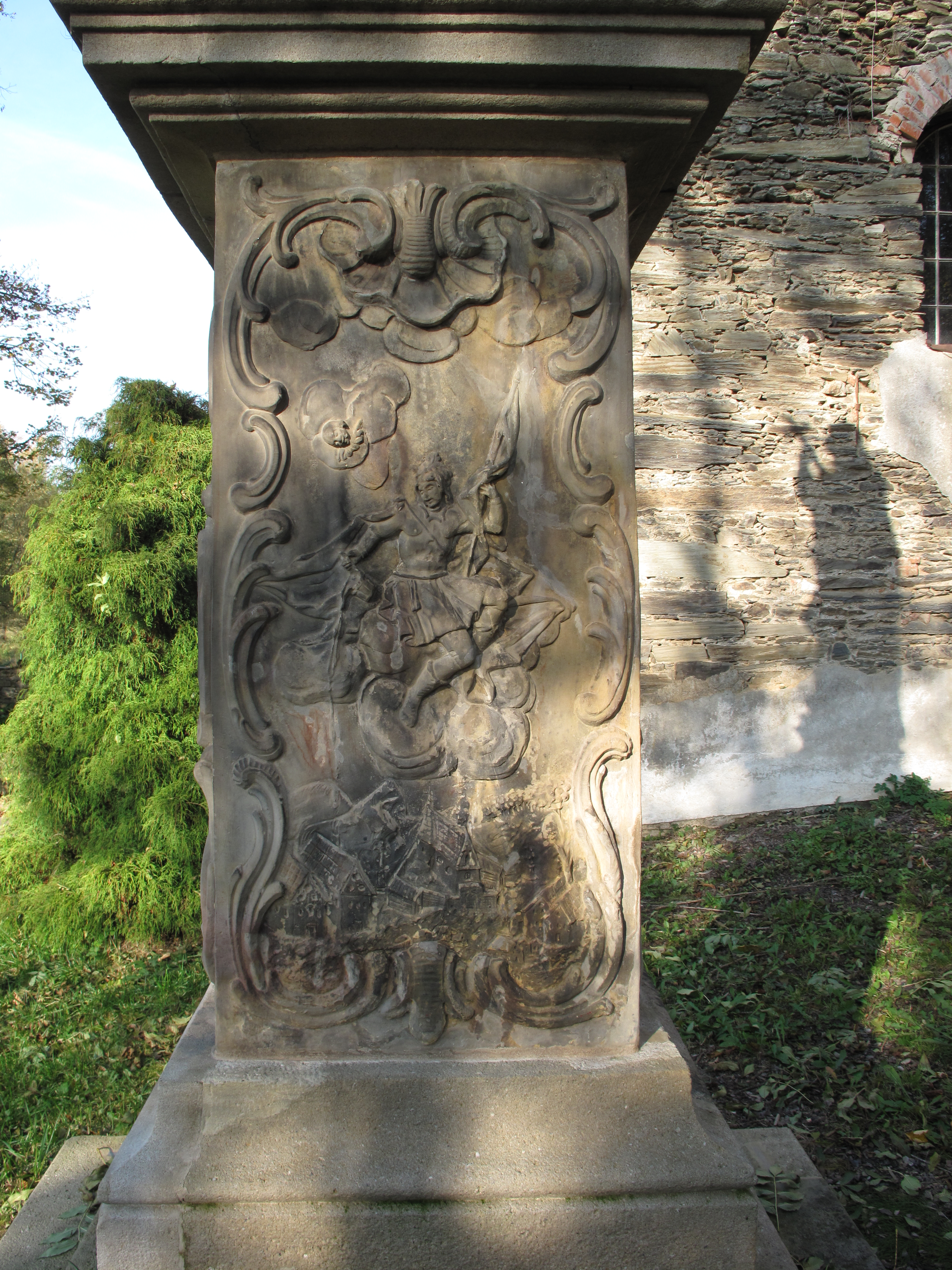
Sv. Florián na reliéfu dříku sloupu sv. Jana Nepomuckého